# Территория Арканзас
Территория Арканзас (англ. Arkansas Territory) — инкорпорированная организованная территория США, существовавшая с 4 июля 1819 года по 15 июня 1836 год, когда была принята в Союз в качестве штата Арканзас.

## История
Территория Арканзас была создана из части территории Миссури, лежащей к югу от впадения реки Сент-Фрэнсис в Миссисипи. 15 ноября 1824 года была отрезана одна часть территории, а 6 мая 1828 года — другая, и в итоге штат Арканзас принял современные границы.
Первой столицей территории был Арканзасский пост (Arkansas Post, 1819—1821), а второй — Литл-Рок (1821—1836).